# Hudson (condado de Middlesex, Massachusetts)
Hudson é um lugar designado pelo censo localizado no condado de Middlesex no estado estadounidense de Massachusetts. No Censo de 2010 tinha uma população de 14.907 habitantes e uma densidade populacional de 972,73 pessoas por km².

## Geografia
Hudson encontra-se localizado nas coordenadas 42° 23′ 32″ N, 71° 33′ 54″ O. Segundo a Departamento do Censo dos Estados Unidos, Hudson tem uma superfície total de 15.32 km², da qual 14.86 km² correspondem a terra firme e (3.04%) 0.47 km² é água.

## Demografia
Segundo o censo de 2010, tinha 14.907 pessoas residindo em Hudson. A densidade populacional era de 972,73 hab./km². Dos 14.907 habitantes, Hudson estava composto pelo 90.88% brancos, o 1.71% eram afroamericanos, o 0.17% eram amerindios, o 2.12% eram asiáticos, o 0% eram insulares do Pacífico, o 2.76% eram de outras raças e o 2.35% pertenciam a duas ou mais raças. Do total da população o 4.82% eram hispanos ou latinos de qualquer raça.